# Milo Ventimiglia
Milo Anthony Ventimiglia (Anaheim, Kalifornia, 1977. július 8. –) amerikai színész. 
Az áttörést Jess Mariano szerepével érte el a Szívek szállodája című vígjáték-drámasorozatban (2001–2007). Ezután egyik legismertebb televíziós szerepe 2006–2010 között a Hősök című sorozat Peter Petrellije volt. A 2010-es években indult Rólunk szól (2016–2022) főszereplőjeként számos díjat és jelölést szerzett.
Emlékezetesebb filmszerepe Rocky Balboa fia volt a Rocky Balboa (2006) és a Creed II. (2018) című filmdrámában.

## Fiatalkora és családja
Szülei Carol és Peter Ventimiglia. Anyai ágon vannak ír, angol, skót, francia, olasz, cseroki indián és indiai felmenői is, apai ágon szicíliai.
Egész korán, már 8 évesen eldöntötte, hogy egyszer Oscar-díjat fog nyerni. Középiskolai tanulmányait az Egyesült Államokbeli El Modena Középiskolában végezte, ahol 1995-ben leérettségizett. 

## Pályafutása
Vendégszerepléseinek sora ekkor kezdődött a Kaliforniába jöttem című sorozattal. Elnyert egy ösztöndíjat, melynek segítségével bekerülhetett a  San Franciscó-i American Conservatory Theater iskola nyári programjába (itt olyan színészek tanultak, mint Nicolas Cage, Winona Ryder, vagy Danny Glover). A színészi iskola elvégzése után először a Dél-Kaliforniai Egyetemre (USC), majd a Kaliforniai Egyetemre (UCLA) került. Egyetemi évei alatt feltűnt többek között a Sabrina, a tiniboszorkány, a CSI: A helyszínelők és az Esküdt ellenségek: Különleges ügyosztály című sorozatokban is. 
2001 és 2003 között a Szívek szállodája című sorozathoz szegődött, melyben egy vakmerő tini, Jess Mariano szerepét játszotta. Kicsit szakítva a sorozatokkal, filmek mellékszereplőit kezdte játszani. Ekkor láthattuk a Vérfarkas (2005) és a Stay Alive – Ezt éld túl! (2006) című horrorfilmekben, de játszott a Party gimi (2005) című filmvígjátékban is.
2006-ban a Rocky 6. részében, a Rocky Balboa című mozifilmben volt látható, melyben a címszereplő fiát játszotta. 2006–2010 között az NBC Hősök című drámasorozatában alakította Peter Petrellit. 2008-ban a Boncasztal című filmben volt látható Alyssa Milano partnereként.

## Magánélete
2002 és 2006 között a Szívek szállodájában szereplő Alexis Bledel párja volt. Miután Alexis-szel szakítottak, a Hősök című forgatásán megismerkedett Hayden Panettiere-rel, aki 2007 és 2009 között volt a partnere. 
Gyermekkora óta lakto-vegetariánus.

## Filmográfia

### Film
| Év   | Magyar cím                | Eredeti cím                       | Szerep                  | Magyar hang       |
| ---- | ------------------------- | --------------------------------- | ----------------------- | ----------------- |
| 1997 |                           | Boys Life 2 (rövidfilm)           | Jason                   |                   |
| 1999 | A csaj nem jár egyedül    | She's All That                    | focista                 |                   |
| 1999 |                           | Speedway Junky                    | Travis                  |                   |
| 2000 |                           | Massholes                         | doki                    |                   |
| 2001 |                           | Nice Guys Finish Last (rövidfilm) | Josh                    |                   |
| 2003 | Hóhányók                  | Winter Break                      | Matt Raymand            | Markovics Tamás   |
| 2005 | Vérfarkas                 | Cursed                            | Bo                      | Bódy Gergely      |
| 2005 | Vérfarkas                 | Cursed                            | Bo                      | Előd Botond       |
| 2005 | Party gimi                | Dirty Deeds                       | Zach Harper             | Molnár Levente    |
| 2006 |                           | Intelligence (rövidfilm)          | Colin Mathers           |                   |
| 2006 | Stay Alive – Ezt éld túl! | Stay Alive                        | Loomis Crowley          | Szabó Máté        |
| 2006 | Stay Alive – Ezt éld túl! | Stay Alive                        | Loomis Crowley          | Karácsonyi Zoltán |
| 2006 | Rocky Balboa              | Rocky Balboa                      | Rocky Balboa Jr.        | Szabó Máté        |
| 2008 | Boncasztal                | Pathology                         | Dr. Ted Grey            | Seszták Szabolcs  |
| 2009 | Gamer – Játék a végsőkig  | Gamer                             | Rick Rape               | Szabó Máté        |
| 2009 | A szállítmány             | Armored                           | Jake Eckehart tiszt     | Moser Károly      |
| 2010 |                           | Order of Chaos                    | Rick                    |                   |
| 2011 | Hasadás                   | The Divide                        | Josh                    | Seszták Szabolcs  |
| 2012 | Apa ég!                   | That's My Boy                     | Chad Martin             | Ötvös András      |
| 2012 | Apa ég!                   | That's My Boy                     | Chad Martin             | Kisfalusi Lehel   |
| 2012 | Static – Nincs menekvés   | Static                            | Jonathan Dade           | Seszták Szabolcs  |
| 2013 | Az elátkozottak csókja    | Kiss of the Damned                | Paulo                   |                   |
| 2013 | Nagyfiúk 2.               | Grown Ups 2                       | Milo, a diákszövetséges | Fehér Tibor       |
| 2013 | Elmosódott valóság        | Breaking at the Edge              | Ian Wood                |                   |
| 2013 | Gyilkos szezon            | Killing Season                    | Chris Ford              | Horváth Gergely   |
| 2014 | Grace – Monaco csillaga   | Grace of Monaco                   | Rupert Allan            | Seszták Szabolcs  |
| 2014 |                           | Tell                              | Ethan Tell              |                   |
| 2015 |                           | Walter                            | Vince                   |                   |
| 2015 | Joker                     | Wild Card                         | Danny DeMarco           | Seszták Szabolcs  |
| 2016 |                           | Madtown                           | Denny Briggs            |                   |
| 2017 | Sandy Wexler              | Sandy Wexler                      | Barry Bubatzi           |                   |
| 2017 |                           | Devil's Gate                      | Jackson Pritchard       |                   |
| 2018 | Creed II.                 | Creed II                          | Rocky Balboa Jr.        | Gesztesi Máté     |
| 2018 | Álommeló                  | Second Act                        | Trey                    | Zámbori Soma      |
| 2019 | Ebgondolat                | The Art of Racing in the Rain     | Denny Swift             | Simon Kornél      |
| 2024 | Maga a pokol              | Land of Bad                       | Sugar százados          | Zámbori Soma      |

### Televízió
| Év        | Magyar cím                               | Eredeti cím                         | Szerep                          | Megjegyzések                                                 |
| --------- | ---------------------------------------- | ----------------------------------- | ------------------------------- | ------------------------------------------------------------ |
| 1995      | Kaliforniába jöttem                      | The Fresh Prince of Bel-Air         | parti vendége                   | 1 epizód                                                     |
| 1996      | Sabrina, a tiniboszorkány                | Sabrina the Teenage Witch           | Letterman                       | 1 epizód                                                     |
| 1996      |                                          | Saved by the Bell: The New Class    | Greg                            | 1 epizód                                                     |
| 1997      |                                          | EZ Streets                          | Cameron Quinn fiatalon          | 1 epizód                                                     |
| 1998      |                                          | Brooklyn South                      | Johnny Mancuso                  | 1 epizód                                                     |
| 1998      |                                          | Kelly Kelly                         | Steve Spencer                   | 1 epizód                                                     |
| 1998      |                                          | One World                           | Eric                            | 1 epizód                                                     |
| 1999      | Az ígéret földje                         | Promised Land                       | Tony Brackett                   | 1 epizód                                                     |
| 2000      | Nemek harca                              | Opposite Sex                        | Jed Perry                       | főszereplő (8 epizód)                                        |
| 2000      | CSI: A helyszínelők                      | CSI: Crime Scene Investigation      | Bobby Taylor                    | 1 epizód                                                     |
| 2001–2006 | Szívek szállodája                        | Gilmore Girls                       | Jess Mariano                    | 37 epizód                                                    |
| 2003      |                                          | Windward Circle                     | Jess Mariano                    | eladatlan próbaepizód                                        |
| 2003      |                                          | Boston Public                       | Jake Provesserio                | 3 epizód                                                     |
| 2003      | Esküdt ellenségek: Különleges ügyosztály | Law & Order: Special Victims Unit   | Lee Healy                       | 1 epizód                                                     |
| 2004–2005 |                                          | American Dreams                     | Chris Pierce                    | 12 epizód                                                    |
| 2006      |                                          | The Bedford Diaries                 | Richard Thorne III              | főszereplő (8 epizód)                                        |
| 2006–2010 | Hősök                                    | Heroes                              | Peter Petrelli                  | - főszereplő (70 epizód) - magyar hangja: - Seszták Szabolcs |
| 2008      | Robotcsirke                              | Robot Chicken                       | Aqualad (hangja)                | 1 epizód                                                     |
| 2010      |                                          | The Webventures of Justin and Alden | önmaga                          | 1 epizód                                                     |
| 2011      |                                          | Suite 7                             | Milo                            | 1 epizód                                                     |
| 2011      |                                          | The Temp Life                       | Cook                            | 2 epizód                                                     |
| 2011      | Rozsomák                                 | Wolverine                           | Rozsomák / Logan (angol hangja) | 12 epizód                                                    |
| 2013      |                                          | Mob City                            | Ned Stax                        | főszereplő (6 epizód)                                        |
| 2013      |                                          | Chosen                              | Ian Mitchell                    | főszereplő (11 epizód)                                       |
| 2015      | Gotham                                   | Gotham                              | Jason Lennon / Ogre             | 3 epizód                                                     |
| 2015      |                                          | The PET Squad Files                 | Cash Buggiardo                  | 4 epizód                                                     |
| 2015      | Suttogók                                 | The Whispers                        | Sean Bennigan                   | főszereplő (13 epizód)                                       |
| 2015      | A liga                                   | The League                          | Baker ügynök                    | 1 epizód                                                     |
| 2015–2016 | A Pókember elképesztő kalandjai          | Ultimate Spider-Man                 | Pókember Noir (hangja)          | 4 epizód                                                     |
| 2016      |                                          | Relationship Status                 | Jack                            | websorozat (3 epizód)                                        |
| 2016      | Szívek szállodája – Egy év az életünkből | Gilmore Girls: A Year in the Life   | Jess Mariano                    | 2 epizód                                                     |
| 2016–2022 | Rólunk szól                              | This Is Us                          | Jack Pearson                    | - főszereplő - magyar hangja: - Zámbori Soma                 |
| 2022      | A káprázatos Mrs. Maisel                 | The Marvelous Mrs. Maisel           | jóképű férfi                    | 2 epizód                                                     |
| 2023      |                                          | The Company You Keep                | Charlie Nicoletti               | főszereplő és vezető producer                                |